# Middelste Molen (Tongerlo)
De Middelste Molen of Vlemincxmolen is een watermolen op de Itterbeek, gelegen aan de Groenstraat te Tongerlo. De molen had de functie van oliemolen.
De benaming Middelste Molen is afkomstig van het feit dat dit de middelste molen op de Itterbeek was. In 1674 werd de molen voor het eerst vermeld. Het was toen reeds een oliemolen. In 1830 werd de molen nog omschreven als bestaande uit hout en leem. In de 19e eeuw moet de stenen behuizing zijn gebouwd.
In 1912 werd het olieslagwerk verwijderd. Ook het grote waterrad werd verwijderd en de molen werd als opslagplaats en stal voor een landbouwbedrijf gebruikt. Van de oorspronkelijke inrichting is niets meer over en het molengebouw verkeert in slechte staat. Het vormt een geheel met een boerderij, een bakhuis en een schuurtje.